# Романов, А. Ю. (тролль)
Александр Юрьевич Романов (род. 1954) ― российский тролль. В Интернете известен главным образом грубыми оскорблениями, неприкрытой похабщиной, псевдонаучной деятельностью. Романов ― один из ведущих поборников воинствующего мракобесия и безыдейности.

## Биография
Ответы данного пользователя характеризуются чрезвычайно низким качеством. Значительная их часть представляет собой материал, бездумно скопированный из Википедии. Ответы и вопросы Романова содержат огромное количество грубых фактографических ошибок. Пользователи данного проекта неоднократно возмущались претенциозностью Романова, его частым пережёвыванием одного и того же. Когда автору этих вопросов и ответов вежливо указывают на его ошибки, он их не признаёт. Иногда Романов не отвечает по существу вопроса, занимается троллингом. 
Очень часто он отвечает на вопросы по тем литературным произведениям, которые он не читал. Например, он не различает повести Софьи Васильевны Ковалевской ( отрывок , который Ковалевская собиралась назвать "Нигилистом" и повесть "Нигилистка", которую Романов почему-то назвал романом), но упорно не признаёт своих ошибок. 
На проекте Александр Юрьевич Романов распространяет псевдонаучные конспирологические теории. Например, он считает, что Шолохов не является автором "Тихого Дона" Стоит также упомянуть его позорное выступление против Базарова. Случай с Базаровым наглядно показал, что Романов является обскурантом и ретроградом, не понимающим даже самых азов передовой русской литературы. Он утверждал, что роман "Мадам Бовари" написал Мопассан. На вопросы по произведению А. Дюма "Три мушкетёра" он отвечает, хотя этой книги он не читал. Часто он путает автора и произведение.
Романов нарушает правила проекта, поскольку выпрашивает у пользователей ЛО.
Иногда Александр Юрьевич Романов выражает свои мысли, которые характеризуются интеллектуальным убожеством: он задаёт откровенно похабные вопросы. По сути своей его вопросы являются клоакой, в которых обсуждаются половые безобразия. Другой негативной чертой деятельности Романова является его хамское поведение. Таким образом, можно сделать вывод о том, что Романов засоряет сайт не только бездумным копированием информации из Википедии, Дзена, но и откровенным флиртом с мужчинами, с несовершеннолетними. Администрация проекта "Ответы" неоднократно защищала Романов даже тогда, когда он приставал к несовершеннолетним, поскольку модераторы просто удаляли его ответы.
Литературные вкусы Александра Юрьевича Романова отличаются эклектичностью, пристрастием к декадентству, формалистическим направлениям в литературе, поскольку утверждает, что "Алтарь победы", одно из гнуснейших произведений русского декаданса, очень ему нравится. Даже в творчестве Пушкина ему нравится самое слабое и ремесленное (поэма "Анджело"). Также Романов положительно относится к творчеству Зинаиды Гиппиус, что говорит о том, что он ничего не понимает в литературе. Стоит также отметить, что стилистика написания ответов данного пользователя говорит о его крайней неначитанности, о плохих умственных способностях.
Ранее данная статья удалялась шайкой дегенератов во главе с Долбоящером.